# Пешавар
Пешавар ({{јез-ур|пашту: پېښور‎; хиндко: پِشور; урду: پشاور‎; енгл. Peshawar; перс. پیشاور „погранични град“) је град у Пакистану у покрајини Хајбер-Пахтунва. Такође је административни и економски центар територије Племенска подручја под федералном управом. Према процени из 2006. у граду је живело 1.253.687 становника.
Пре поделе Британске Индије звао се Пурушапура, од санскритске речи Пушпапура, што је значило „град цвећа“.
Пешавар се налази у великој долини близу источног улаза у кланац Хајбер,  између иранске висоравни и долине Инда. То је стратешка локација на раскршћу путева који воде ка средњој Азији и јужној Азији.
Пешавар има један државни и један приватни универзитет. Поред грнчарије, у граду се производе текстил и ципеле.

## Географија

### Клима
Пешавар по Кепеновој класификацији има полусуву климу са врло врућим летима и благим зимама. Зима почиње средином новембра и траје до касног марта. Летњи месеци су од маја до септембра. Средње највише дневне температуре у току лета прелазе 40 °C, док је средња минимална температура 25 °C. Средња минимална дневна температура у тому зиме је 4 °C, а максимална 18,35 °C.
За разлику од већег дела Пакистана Пешавар не лежи у зони монсуна. Кише има и у лето и у зиму.

## Историја
Пешавар су основали пре око 2.000 година краљеви Гандхара и дуже време је трговачки центар између индијског потконтинента, Авганистана и централне Азије. Град је био источна граница Кушанског царства под Канишком. 1275. године град је посетио Марко Поло.
Бабур, оснивач Могулског царства, саградио је у Пешавару утврђење 1530. године. Касније је, током изградње пута Делхи – Кабул и стварањем вртова под Шер Кан Суријем, започео развој Пешавара.
Године 1834. у Пешавар су упали Сики под вођством Махараџе Ранџит Синга и запалили су велики део града. Сики су управљали градом преко 30 година. Након распада Сикског царства, због свађа у породици Махараџа, Британци су преузели контролу.
Пред терористички напад 11. септембра 2001. године Осама Бин Ладен је разговарао у једном пешаварском хотелу, у коме су, између осталих, били смештени и терористи.

## Становништво
Према процени, у граду је 2006. живело 1.253.687 становника.
| 1981.   | 1998.   | 2006.     |
| ------- | ------- | --------- |
| 566.248 | 988.055 | 1.253.687 |

Грађани Пешавара су већином Паштуни. Паштуни чине значајану националну групу и већински народ у пакистанској провинцији Хајбер-Пахтунва. Паштуни живе и у Авганистану, где су такође значајна етничка група. Друга највећа група су Хиндкованци. Поред њих, у граду живе десетине хиљада Таџика, Хазара, Узбека, Персијанаца и других.

### Избеглице
Због Авганистанског грађанског рата и совјетске инвазије, велики број избеглица се сливао у Пешавар. На месту ранијег кампа за избеглице Насир Баг и Кача Гарни 2002. године је настала нова заједница, Реги Лалма.
Од 2007. године, направљени су нови кампови за прихват избеглица у Пешавару. У делу града Хајатабад налази се пуно избеглица из Авганистана.